# Passport
Ne doit pas être confondu avec Passeport.
Passport est un groupe de jazz fusion conduit par le saxophoniste allemand Klaus Doldinger.
Passport est créé en 1971, à l'origine un groupe de jazz fusion similaire au groupe Weather Report. Son premier album date de 1971, le groupe a enregistré de nombreux albums par la suite dans les années 1970 jusqu'à sa séparation en 2006. Le batteur original de Passport, Curt Cress, a joué avec le groupe progressif allemand Triumvirat, en remplacement du batteur-parolier Hans Bathelt en 1977, sur l'album Pompeii. Le saxophoniste-flûtiste et fondateur du groupe Klaus Doldinger, a écrit et joué des musiques de films, d'abord Das Boot  (Le Bateau en français) réalisé par Wolfgang Petersen en 1981 puis L'Histoire sans fin du même réalisateur en 1984. 

## Membres du groupe
- Klaus Doldinger - saxophone, flute
- Wolfgang Schmid - basse
- Curt Cress - batterie
- Udo Lindenberg - batterie
- Lothar Meid - basse
- Olaf Kubler - saxophone, flute
- Kristian Schultze - claviers
- Dieter Petereit
- Hendrik Schaper
- Johnny Griffin
- Willy Ketzer
- Elmer Louis
- Roy Louis
- Kevin Mulligan
- Pete York
- Jim Jackson

## Discographie
- Passport (1971)
- Second Passport (1972)
- Handmade (1973)
- Looking Thru (1973)
- Doldinger Jubilee Concert (1974)
- Doldinger Jubilee '75 (1975)
- Cross-Collateral (1975)
- Infinity Machine (1976)
- Iguacu (1977) U.S.
- 2 Originals  (1977)
- Ataraxia  (1978)
- Garden of Eden (1978)
- Lifelike (1980)
- Oceanliner (1980)
- Blue Tattoo (1981)
- Earthborn (1982)
- Man in the Mirror (1983)
- Running in Real Time (1985)
- Heavy Nights (1986)
- Talk Back (1988)
- Balance Of Happiness (1990)
- Blues Roots (1991)
- Down to Earth (1993)
- Spirit Of Continuity: The Passport Anthology (1995)
- Passport to Paradise (1996)
- Passport Control (1997)
- Move (1998)
- Passport Live (2000)
- RMX Vol. 1 (2001)
- Back to Brazil (2003)
- To Morocco (2006)